# Чечеров, Константин Павлович
Константи́н Па́влович Чечеров (15 июля 1947 , СССР — 26 ноября 2012, Москва, Россия) — советский и российский ядерный физик, специалист в области ядерного топлива и радиационных материалов, старший научный сотрудник лаборатории радиационного материаловедения Курчатовского института. Участник ликвидации последствий аварии на Чернобыльской АЭС.
Родился в 1947 году. В 1971 году окончил МВТУ имени Н. Э. Баумана, после окончания университета работал научным сотрудником, затем старшим научным сотрудником Института атомной энергии имени И. В. Курчатова. На момент аварии занимал должность заместителя начальника отдела радиационного материаловедения.
В мае 1986 года Чечеров был командирован на Чернобыльскую АЭС. Он стал первым человеком, исследовавшим взорвавшийся четвёртый реактор ЧАЭС изнутри. Многолетние исследования непосредственно в шахте взорвавшегося реактора привели Чечерова и его коллег к выводу о ядерной природе чернобыльского взрыва (то есть вызванного самоподдерживающейся цепной ядерной реакцией) и о том, что шахта реактора пуста, поскольку, по его мнению, приблизительно 90 % ядерного топлива выброшены в биосферу Земли при взрыве на высоту от 1 до 15 км и разнесены ветрами по всему земному шару. То, что в момент взрыва не смогло покинуть шахту реактора, — частично проплавило дно реакторной шахты в самых слабых местах прохода разных стальных труб через несколько часов после взрыва и в виде расплава топлива в смеси с металлическими и бетонными конструкциями (известного как ЛТСМ — лавовые топливосодержащие материалы, в просторечии — «лава») растеклось по подреакторным помещениям: на дне паросбросного бассейна-барботера, тогда заполненного водой, в помещении под реакторной шахтой, в подвале блока. Всё физически найденное на сегодняшний день топливо в самих развалинах бывшего реактора и, в основном, под ним, едва дотягивает до 10 %, которые, по мнению Чечерова, остались в шахте после взрыва. Эти выводы резко противоречат официальной точке зрения. Результаты многолетних исследований опубликованы в различных российских и зарубежных научных изданиях и неоднократно излагались Чечеровым в интервью.
Чечеров свыше 10 лет регулярно спускался для исследований в шахту четвёртого реактора, получив при этом огромные дозы облучения. По его словам, совокупная полученная доза официально составила 2200 бэр. Он участвовал в добыче ценных артефактов из сильно зараженных радиацией помещений чернобыльской станции в первые, самые опасные недели после аварии. В это время фон радиации местами доходил до 300 Р/мин (то есть за две минуты нахождения вне укрытия можно было получить смертельную дозу). По поручению правительственной комиссии по ликвидации последствий аварии Чечеров добывал ленты самописцев, на которых были зафиксированы параметрические показатели работы реактора перед взрывом. Эти ленты были необходимы для изучения хода аварии.
Умер в Москве 26 ноября 2012 года, в возрасте 65 лет, после продолжительной и тяжёлой болезни, вызванной полученным облучением.